# James Solberg Henrickson
James Solberg Henrickson ( * 1940 - ) es un botánico estadounidense.

## Algunas publicaciones
- 1964. Pollen morphology of Fouquieriaceae. Tesis (M.A.), Claremont Graduate School. 110 pp.
- 1969. The succulent Fouquierias. 7 pp.
- 1973. Fouquieriacea DC. Volumen 1 de World pollen and spore flora. Ed. Almqvist & Wiksell Periodical Co. 12 pp.
- -----------, Richard Stephen Felger. 1973. Microanalysis and identification of a basket fragment from Sonora, Mexico. 7 pp.

### Libros
- 1969. Anatomy of periderm and cortex of Fouquieriaceae. 30 pp.
- 1971. Vascular flora of the northeast outer slopes of Haleakala Crater, East Maui, Hawaii. Nº 7 de Contributions from the Nature Conservancy. Ed. Nature Conservancy. 14 pp.
- 1972. A taxonomic revision of the Fouquieriacea. Ed. Rancho Santa Ana Botanic Garden. 99 pp.
- James S. Henrickson, Richard M. Straw. 1976. A gazetteer of the Chihuahuan desert region: a supplement to the Chihuahuan desert flora. Ed. California State University. 271 pp.
- Robert F. Thorne, Barry A. Prigge, James Henrickson. 1981. A flora of the higher ranges and the Kelso Dunes of the eastern Mojave Desert in California. Ed. Southern California Botanists. 116 pp.
- James Henrickson, Lowell David Flyr. 1985. Systematics of Leucophyllum and Eremogeton (Scrophulariaceae). Ed. F. Mahler. 66 pp.

## Honores

### Epónimos
Unas 32 especies se han nombrado en su honor, entre ellas:
- (Acanthaceae) Carlowrightia henricksonii T.F.Daniel[1]
- (Asteraceae) Gaillardia henricksonii B.L.Turner[2]
- (Boraginaceae) Cynoglossum henricksonii L.C.Higgins[3]
- (Brassicaceae) Mancoa henricksonii Rollins[4]
- (Cactaceae) Coryphantha henricksonii (Glass & R.A.Foster) Glass & R.A.Foster[5]
- (Campanulaceae) Lobelia henricksonii M.C.Johnst.[6]
- (Euphorbiaceae) Euphorbia henricksonii M.C.Johnst.[7]
- (Lauraceae) Litsea henricksonii Kosterm.[8]
- (Malvaceae) Anoda henricksonii M.C.Johnst.[9]
- (Polygonaceae) Eriogonum henricksonii Reveal[10]
- (Ranunculaceae) Thalictrum henricksonii M.C.Johnst.[11]
- (Rubiaceae) Chiococca henricksonii M.C.Johnst.[12]
- (Scrophulariaceae) Penstemon henricksonii R.M.Straw[13]

- La abreviatura «Henrickson» se emplea para indicar a James Solberg Henrickson como autoridad en la descripción y clasificación científica de los vegetales.[14]